# Convención
Convención là một khu tự quản thuộc tỉnh Norte de Santander, Colombia. Thủ phủ của khu tự quản Convención đóng tại Convención Khu tự quản Convención có diện tích 907 ki lô mét vuông. Đến thời điểm ngày 28 tháng 5 năm 2005, khu tự quản Convención có dân số 19625 người.